# Tortilia
Tortilia ist eine Gattung von Schmetterlingen aus der Familie der Stathmopodidae.

## Merkmale
Bei den Vertretern der Gattung Tortilia  handelt es sich um kleine, gelbliche Falter, die häufig auf den Vorderflügeln eine aus bräunlichen Binden und Flecken bestehende Zeichnung aufweisen. Die Arten ähneln den Vertretern der Gattung Stathmopoda, sie unterscheiden sich von diesen aber durch kürzere Vorderflügel und die sehr kurzen Zilien bei den Fühlern der Männchen.
Die Genitalien der Männchen unterscheiden sich von denen der Gattung Stathmopoda durch die mehr oder weniger rechteckigen Valven, denen die ausgeprägte anterodorsale Ausdehnung fehlt. Bei den Weibchen besitzt das Corpus bursae nur ein Signum im vorderen Bereich und Reihen oder Flecke langer Stachel im hinteren Bereich.

## Verbreitung
Die Gattung umfasst etwa zehn Arten, die in ariden und semiariden Klimaten der Alten Welt beheimatet sind.

## Biologie
Die Biologie ist nur von zwei Vertretern der Gattung bekannt. Demnach leben die Raupen hauptsächlich in trockenen Blüten, Früchten und Blättern verschiedener Pflanzen.

## Systematik
Synonyme der Gattung sind Diadoxastis  Meyrick, 1913 und Apertodiscus  Amsel, 1935. Die Gattung Tortilia ist in Europa mit zwei und im Mittleren Osten lediglich mit drei Arten vertreten. Die Typusart der Gattung ist Tortilia flavella.
- Tortilia flavella Chrétien, 1908
- Tortilia graeca Kasy, 1981
- Tortilia trigonella (Zerny, 1935)
- Tortilia charadritis (Meyrick, 1924)
- Tortilia pallidella Kasy, 1973